# Assicurazioni Generali
Die Assicurazioni Generali S.p.A. (deutsch Allgemeine Versicherungen) oder allgemein als Generali Group bekannt, ist eine italienische Versicherungsgesellschaft mit Sitz in Triest und einer der größten Versicherer der Welt. Das Unternehmen ist an der Borsa Italiana im Leitindex FTSE MIB gelistet.
In Deutschland firmieren die Assicurazioni Generali als Generali Deutschland AG, in Österreich als Generali Versicherung AG und in der Schweiz als Generali Schweiz AG.

## Geschichte

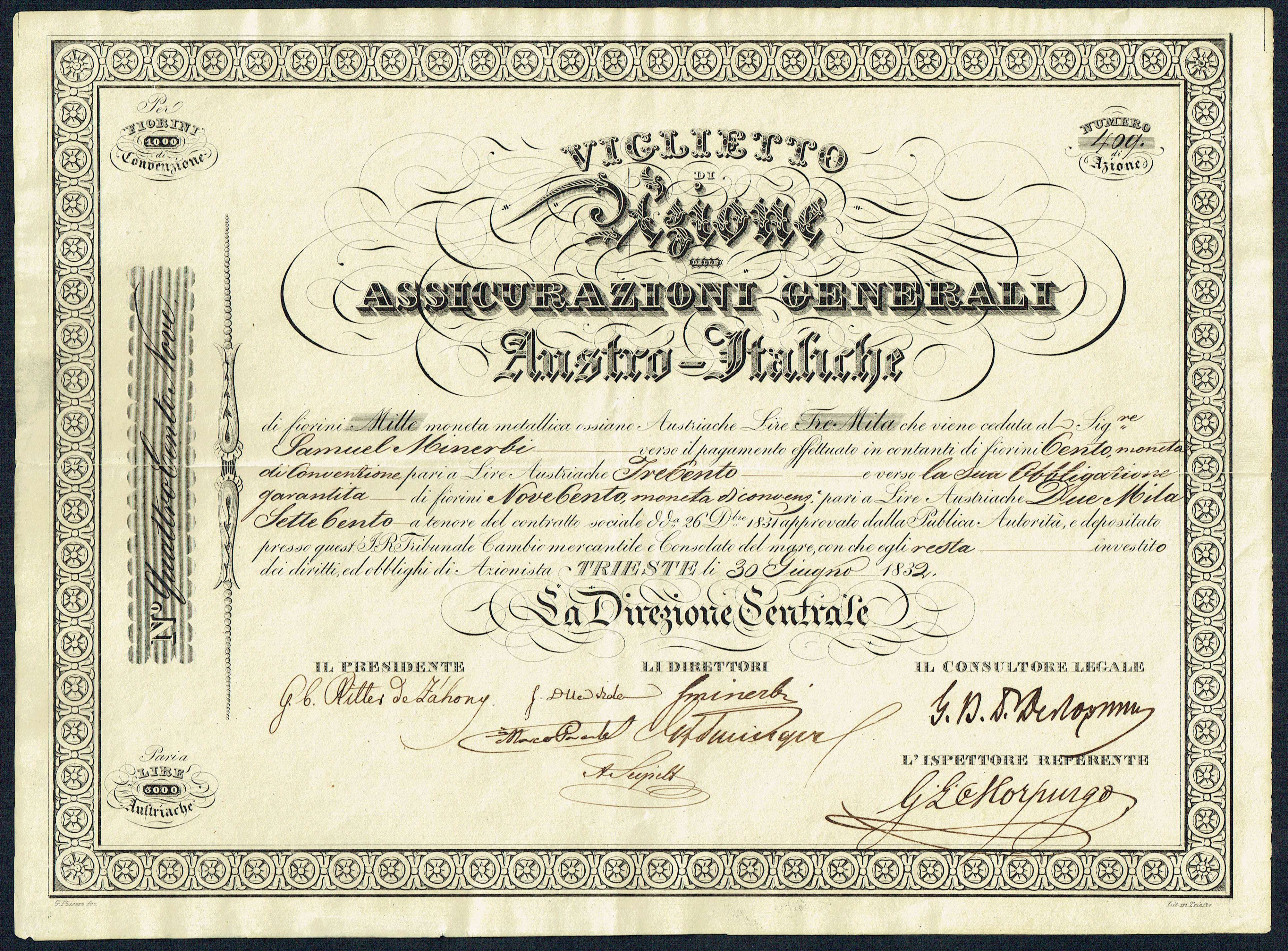
Gründeraktie der Assicurazioni Generali Austro-Italiche vom 30. Juni 1832, unterschrieben vom Unternehmensgründer Joseph Lazarus Morpurgo

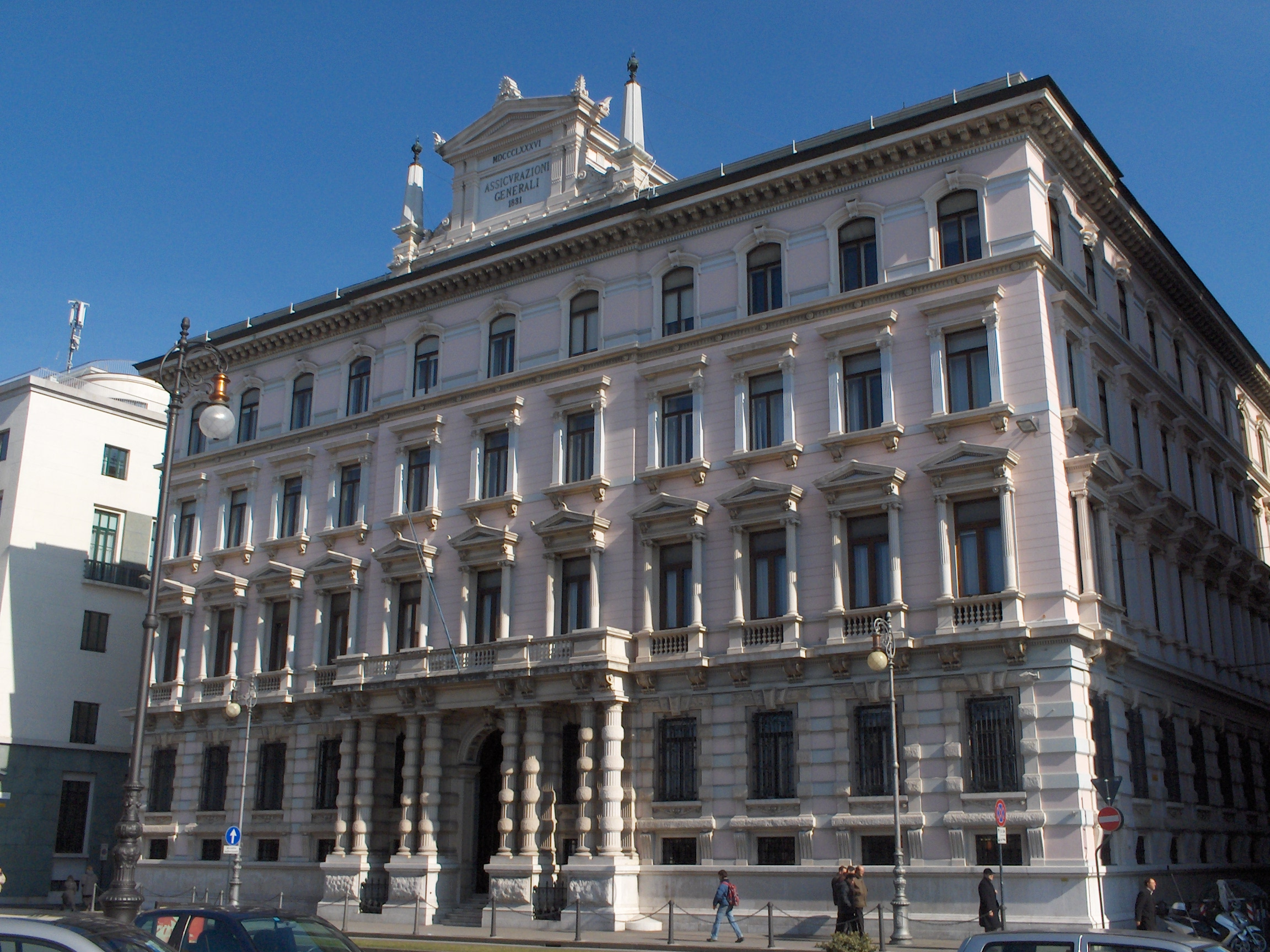
Hauptsitz der Assicurazioni Generali auf dem Corso Cavour in Triest, Architekt: Eugenio Geiringer

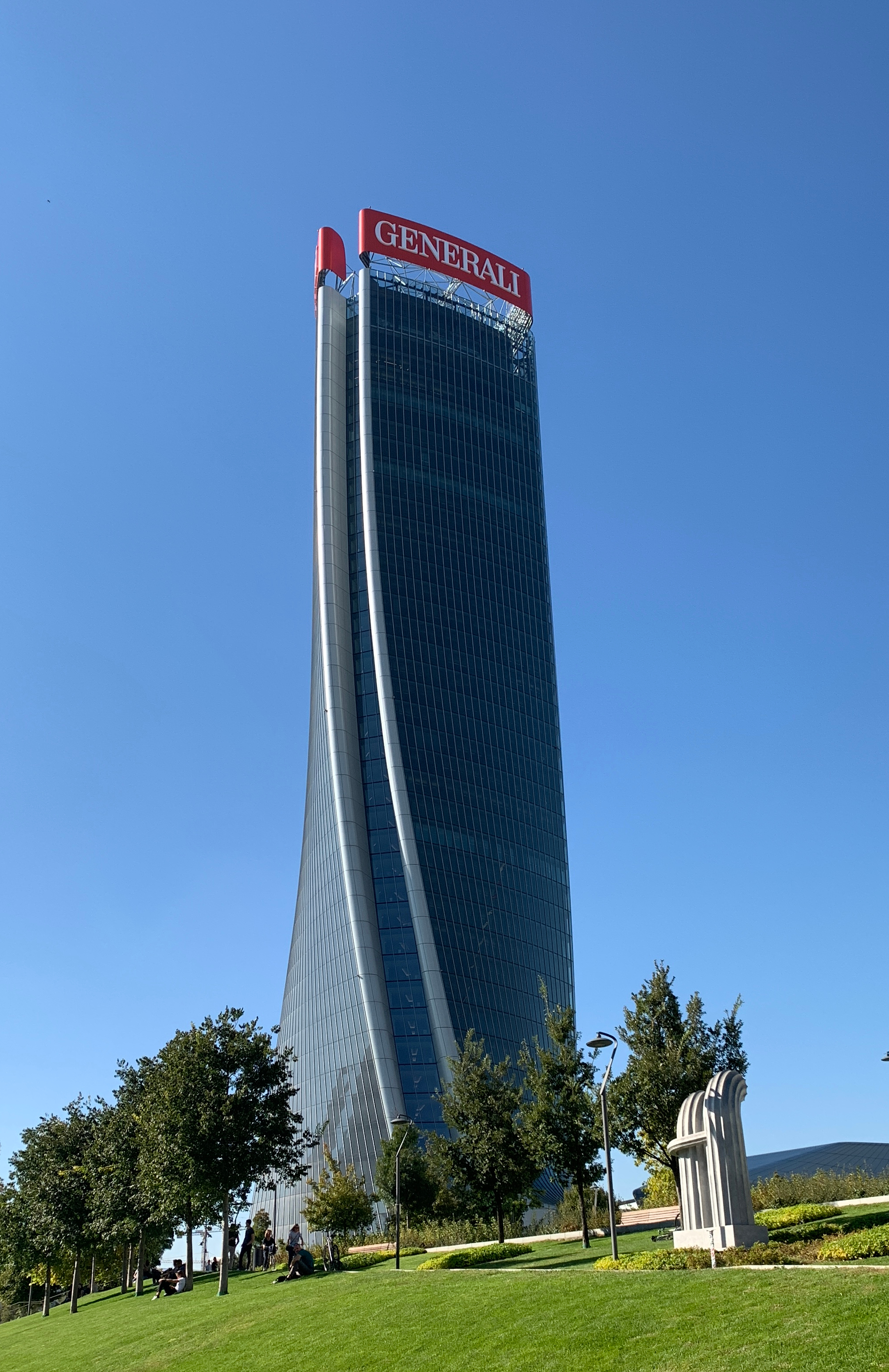
Torre Generali in Mailand

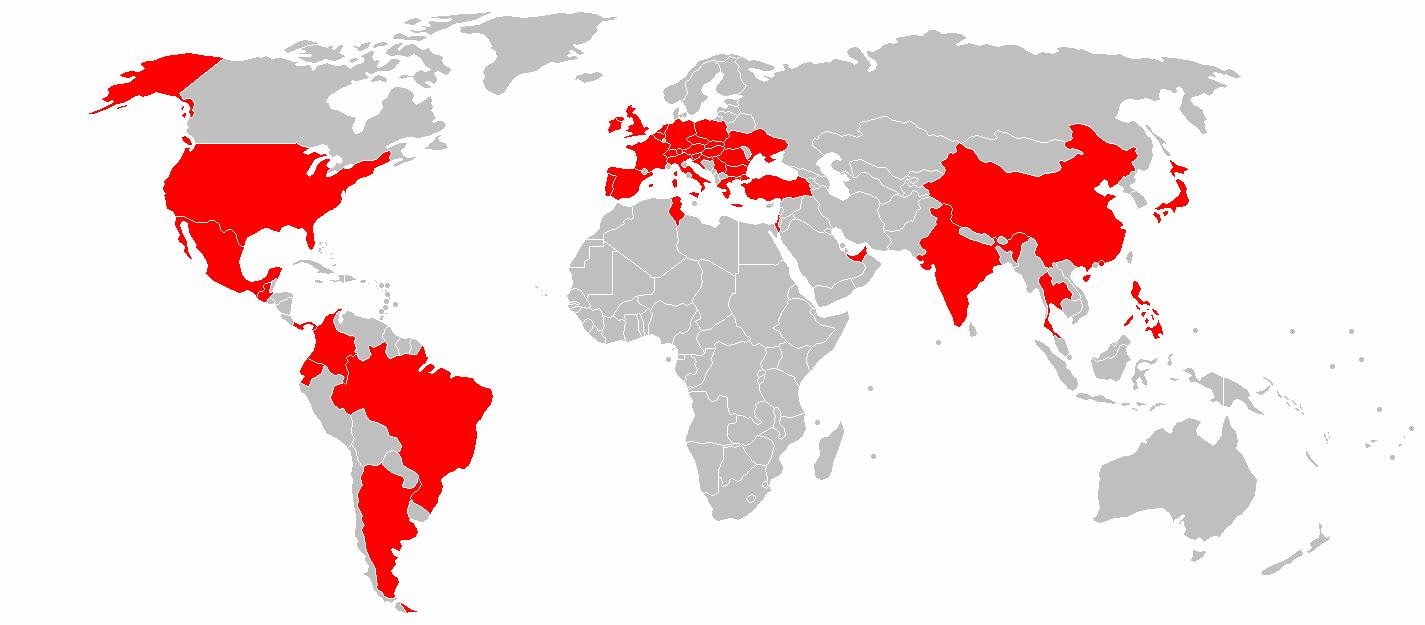
Die Assicurazioni Generali weltweit

Gegründet am 26. Dezember 1831 als Imperial Regia Privilegiata Compagnia di Assicurazioni Generali Austro-Italiche („Kaiserlich und königlich privilegierte Gesellschaft für allgemeine österreichisch-italienische Versicherungen“) in dem damals österreichischen Triest. Ihr Gründer waren der Kaufmann Joseph Lazarus Morpurgo (1759–1834). Morpurgo war damit Wegbereiter des Versicherungswesens für ganz Österreich-Ungarn.
Das Adjektiv „Generali“ („allgemein“) verweist auf den umfassenden Versicherungsschutz des Unternehmens in allen Sparten (Feuer, Leben, Hagel, See-, Land- und Flusstransport). Dies war zu jener Zeit eine Seltenheit, da sich die meisten Triester Versicherungsgesellschaften ausschließlich auf den Seetransport konzentrierten, mit Ausnahme der Azienda Assicuratrice, die sich auch mit der Hagelversicherung befasste.
Die Bezeichnung „österreichisch-italienisch“ bezog sich auf die doppelte Verwaltungsstruktur des Unternehmens, wobei das Hauptbüro in Triest für die Angelegenheiten des Unternehmens und die Beziehungen zur Habsburger Monarchie zuständig war (Triest war damals der wichtigste Seehafen des österreichischen Kaiserreichs). Ein Verwaltungsbüro in Venedig, in der Procuratie Vecchie am Markusplatz, war für die Aktivitäten in der Lombardei-Venetien und auf der italienischen Halbinsel zuständig.
Generali wurde mit einem Aktienkapital von zwei Millionen Gulden finanziert und zog eine Vielzahl von Aktionären aus Triest und der Lombardei-Venetien an, darunter einflussreiche Persönlichkeiten wie Giovanni Cristoforo Ritter de Záhony, Giovanni Battista de Rosmini, Marco Parente, Samuele Della Vida und Pasquale Revoltella.
Das Unternehmen entwickelte sich rasch und konnte bereits in den ersten Jahren eine Schadenssumme von mehreren Millionen Gulden abwickeln.
Das Symbol des Habsburger Adlers, eine Anspielung auf die österreichische Herrschaft über Triest von 1382 bis 1918, wurde als Emblem des Unternehmens gewählt. Die frühe Präsenz von Generali auf mehreren Märkten ergab sich aus dem historischen Handelscharakter sowohl von Triest als auch von Venedig. In den ersten zehn Jahren dehnte sich das Agenturnetz des Unternehmens auf alle italienischen Staaten, die wichtigsten Städte des Kaiserreichs und die wichtigsten europäischen Häfen aus.

Werbung der k.k. privileg. Assicurazioni Generali (1901)

In den folgenden Jahren gründete die Gesellschaft Dependancen in den verschiedenen Ländern des seinerzeit noch nicht vereinten Italiens. Bereits 1832 war die Versicherung im Kirchenstaat, wenngleich erst 1836 die Römer Niederlassung gegründet wurde, im Großherzogtum Toskana und im Königreich Sardinien vertreten, es folgten 1833 mit einer Niederlassung in Neapel das Königreich beider Sizilien sowie 1837 das Herzogtum Parma und 1839 das Herzogtum Modena. Parallel wurden in den Anfangsjahren auch Niederlassungen in bedeutenden Städten wie Wien, Prag, München und Leipzig aber auch in bedeutenden Hafenstädten wie Hamburg, Bordeaux und Marseille etabliert.
Bis 1847 spielte Gianbattista de Rosmini, Rechtsberater und bedeutender Anteilseigner, eine zentrale Rolle, indem er als ständiger Präsident der Generalkongresse fungierte und das Unternehmen effektiv leitete. Nach den Aufständen des Risorgimento im Jahr 1848 wurde der Zusatz „österreichisch-italienisch“ fallen gelassen, und das Unternehmen hieß nur noch Assicurazioni Generali.
Die Generali schnell und profitierte vom wirtschaftlichen Aufschwung der 1850er Jahre, der sie zur größten Versicherungsgesellschaft der Habsburger-Monarchie machte. 1857 wurden Aktien der Generali erstmals an der Triester Börse gehandelt.
Nach der Einigung Italiens führte die venezianische Leitung von Generali das Unternehmen zur größten Versicherungsgesellschaft des neu gegründeten Königreichs, wobei Samuele Della Vida die italienische Niederlassung bis 1875 leitete.
Im Jahr 1869 sah Generali die bedeutenden Auswirkungen der Eröffnung des Suezkanals auf den Welthandel voraus. Schlüsselpersonen des Unternehmens, darunter Pasquale Revoltella und Giuseppe Morpurgo, waren an diesem historischen Ereignis beteiligt, wobei Revoltella Vizepräsident der Universal Company of the Suez Canal wurde. Die Eröffnung des Kanals brachte ein günstiges wirtschaftliches Klima für Generali mit sich und führte zu einer Expansion in verschiedenen Regionen, vom östlichen Mittelmeerraum über Nordafrika und den Fernen Osten bis nach Amerika.
Unter der Leitung von Marco Besso, der das Unternehmen von 1877 bis 1920 leitete und schließlich dessen Präsident wurde, nahm die Generali eine internationale Dimension an. Das Unternehmen eröffnete Agenturen im Mittelmeerraum, in St. Petersburg, Warschau, Amerika und im Fernen Osten und gründete Tochtergesellschaften wie die Erste Allgemeine Schaden- und Unfallversicherung in Wien, die Generala in Rumänien, die Anonima Grandine und die Anonima Infortuni in Italien.

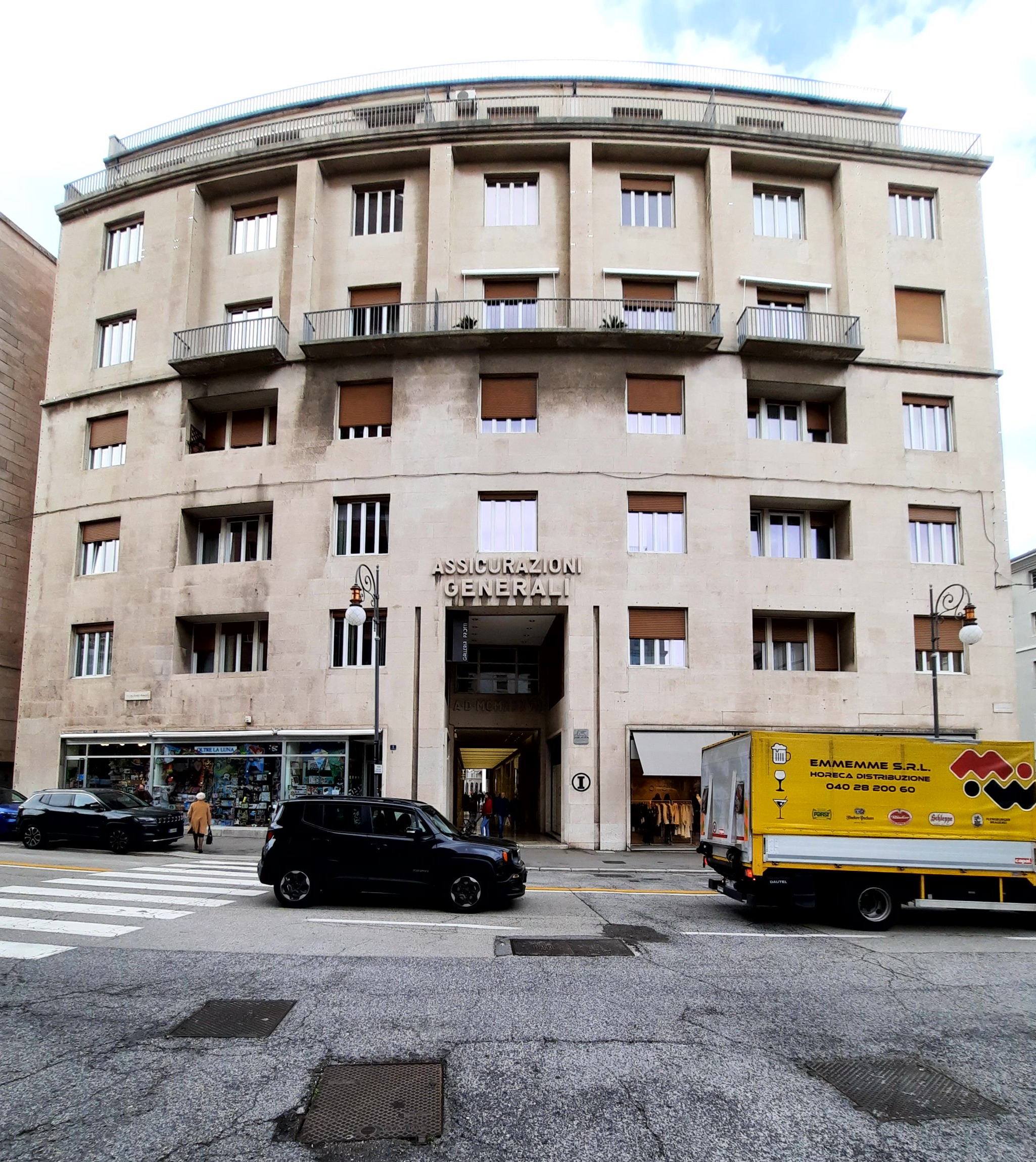
Fassade der Assecurazioni Generali mit dem Eingang zur Galleria „Arrigo Protti“ in Triest. Architekt: Marcello Piacentini

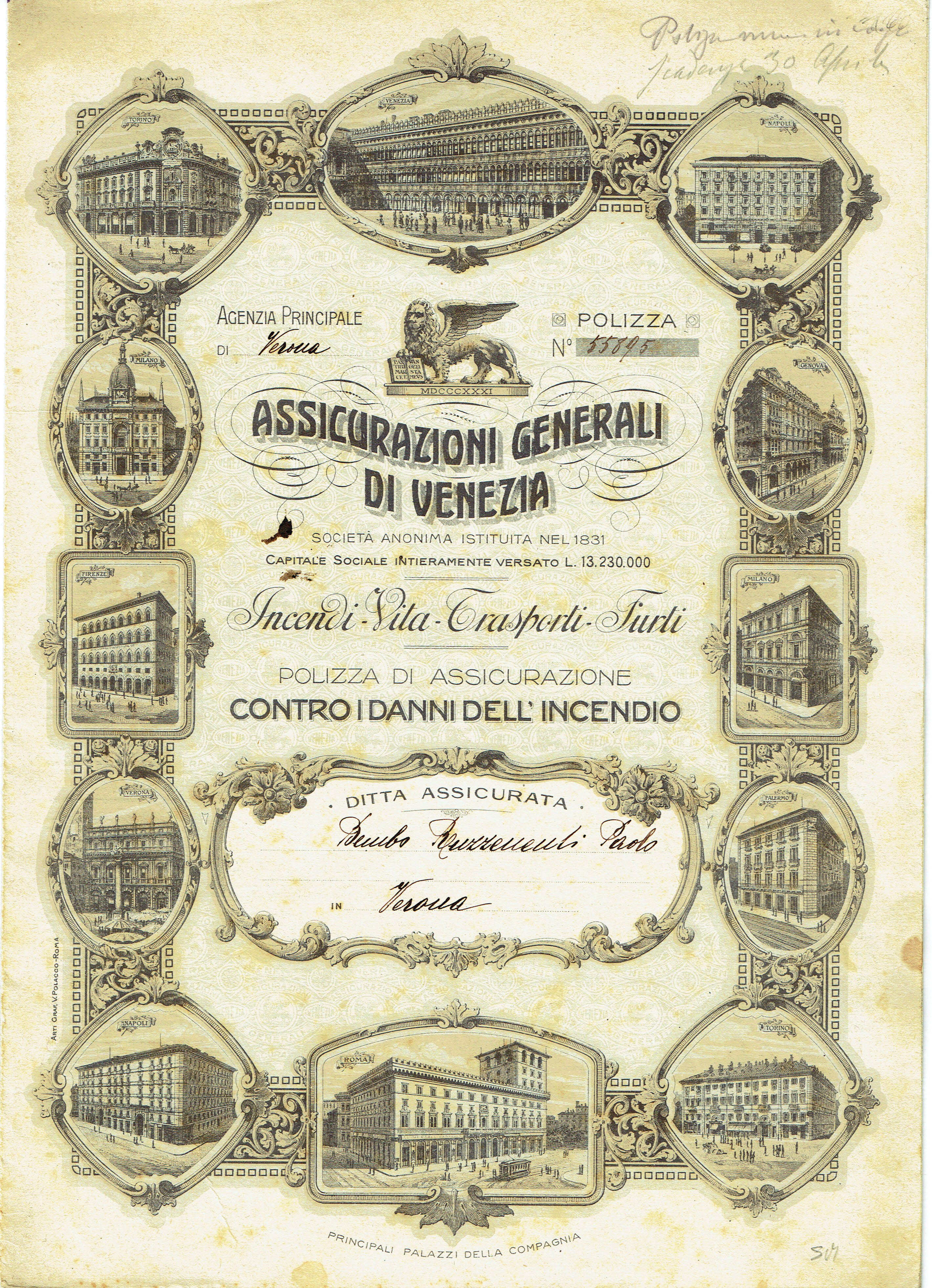
Versicherungspolice der Assicurazioni Generali von 1919

In dieser Zeit wurden die prestigeträchtigsten italienischen Niederlassungen von Generali errichtet, darunter bemerkenswerte Gebäude in Florenz, Triest, Mailand, Rom und Turin. 1914 wurde die Renovierung der Procuratie Vecchie, der Sitz der Generali-Verwaltung in Venedig, abgeschlossen.
Inmitten der Herausforderungen des Ersten Weltkriegs, in dem Italien gegen Österreich-Ungarn kämpfte, bewahrten die Generali-Hauptquartiere in Venedig und Triest ihre operative Unabhängigkeit und ermöglichten es dem Unternehmen, sich in komplexen Situationen zurechtzufinden, ohne politische Positionen einzunehmen, die seine Integrität gefährden könnten.

### Die italienische Periode
1920 übernahm Edgardo Morpurgo das Amt des Präsidenten und leitete damit eine Phase der weiteren internationalen Expansion des Unternehmens ein. Bis 1924 hatte Generali, auch aufgrund der Teilung Österreich-Ungarns, acht Überseebüros eingerichtet und war mit sechzig Filialen und Agenturen in dreißig Ländern vertreten. In den 1930er Jahren konnte die Versicherung ein stetiges Wachstum verzeichnen, was sich in dem großformatigen Gebäudekomplex des Architekten Marcello Piacentini zwischen der Piazza della Borsa und der Via del Teatro Romano mit der Galleria Arrigo Protti ablesen lässt.
Bis 1935 war das Unternehmen auf neunundzwanzig Tochtergesellschaften in Europa, vier in Amerika, zwei in Afrika und eine in Asien angewachsen. Während dieser Zeit wurde das Image des Unternehmens von Marcello Dudovich gepflegt, was zu seinem wachsenden Ruf beitrug. Alleanza Assicurazioni wurde in diesem Zeitraum erworben.
Die Mitte der dreißiger Jahre brachte jedoch Herausforderungen mit sich, da die Zunahme der Rassengesetze und die Verschärfung der Beziehungen zum Faschismus ein schwieriges Umfeld schufen.
Im ersten Jahrhundert ihrer Tätigkeit hat sich die Assicurazioni Generali auch dank der entscheidenden Präsenz von Aktionären und Managern jüdischer Herkunft konsolidiert und erweitert, von den Morpurgos bis zu den Maurogonatos, von den Levi Della Vidas bis zu den Treves de’ Bonfilis.
Im Jahr 1938, als sich die Rassengesetze abzeichneten und Benito Mussolini Triest besuchte, wurde der damalige Präsident Morpurgo zum Rücktritt aufgefordert und übergab den Vorsitz an Giuseppe Volpi di Misurata. In dieser Zeit stand Generali unter der Leitung von Generaldirektor Gino Baroncini.
Während des Zweiten Weltkriegs sah sich das Unternehmen mit großen Herausforderungen konfrontiert, darunter die deutsche und jugoslawische Besatzung und die anschließende britisch-amerikanische Verwaltung des Freistaats Triest. Nach dieser turbulenten Zeit wurden die Generali-Niederlassungen in den östlichen Ländern unter den Präsidentschaften von Antonio Cosulich (1943–1948) und Mario Abbiate (1948–1954) enteignet, was die Komplexität noch erhöhte.
Zwischen 1960 und 1968 war Baroncini, der seit 1937 bei Generali tätig war, während des wirtschaftlichen Aufschwungs Italiens als Präsident tätig.
1963 gründete die französische Niederlassung der Generali, die Concorde, nach der Intuition von Pierre Desnos die Europ Assistance; das neue Unternehmen brachte das Konzept der „privaten Assistenz“ hervor, das Personen in schwierigen Situationen außerhalb ihrer Heimat organisierte Unterstützung bot.
Im Jahr 1974 gründete das Unternehmen die Genagricola, die sich auf die landwirtschaftlichen Aktivitäten der Gruppe konzentrierte.
Von 1968 bis 1979 war Cesare Merzagora Präsident und machte die Struktur des Unternehmens effizienter und transparenter. Sein Nachfolger wurde Enrico Randone, der das Amt bis 1990 innehatte.
1988 verstärkte die Generali ihre Präsenz in Frankreich durch den Erwerb einer Beteiligung an der Compagnie du Midi. Im folgenden Jahr wurde sie Aktionärin der Gruppe AXA Midi. Im Jahr 1996 hat die Generali die strategische Entscheidung getroffen, ihr Aktienpaket zu veräußern, um die notwendige Liquidität für den Kauf der INA Assitalia bereitzustellen.
In den 1990er Jahren setzte Generali seine Innovationstätigkeit fort. Im Jahr 1994 führte sie Genertel ein, das erste Unternehmen in Italien, das Finanzdienstleistungen über das Telefon anbot. Vier Jahre später, im Jahr 1998, wurde die Banca Generali als Online-Bank gegründet. Im Laufe der Zeit entwickelte sich die Banca Generali zu einem Bankenzentrum innerhalb der Gruppe und rückte in das Private-Banking-Segment vor.
In der Schweiz hat Generali in den 1990er-Jahren die vorher voneinander unabhängigen Versicherungen Schweizer Union (Genf), Familia (St. Gallen), Fortuna (Tages-Anzeiger) und Secura (Migros) übernommen und zur Generali Schweiz zusammengeschlossen. Der Hauptsitz der Generali Schweiz ist in Adliswil (Nähe Zürich) mit über 2.000 Mitarbeitern. Von 1998 bis 2014 gehörte auch die Schweizer Privatbank BSI SA vollständig zum Generali-Konzern.

### Jüngste Vergangenheit
Nach der Übernahme der INA Assitalia im Jahr 2000 setzte die Generali ihren Wachstumskurs mit der Übernahme der Toro Assicurazioni im Jahr 2006 fort. Im weiteren Verlauf der Expansion gründete das Unternehmen im Jahr 2011 die Generali Real Estate, um seine Immobilienaktivitäten zu verwalten. Generali Real Estate wurde bald zu einem wichtigen Akteur in diesem Sektor und zum alleinigen Eigentümer von CityLife, dem neue Wohn- und Geschäftskomplex, der auf dem Gelände der alten Mailänder Messe in Portello steht. Zu den bemerkenswerten Bauwerken innerhalb von CityLife gehört der ikonische Generali-Turm, der von der Architektin Zaha Hadid entworfen wurde und seit 2019 als Hauptsitz der Gruppe in Mailand dient.
Im Jahr 2013 fand eine bedeutende Unternehmensumstrukturierung statt, als die italienische Niederlassung von Assicurazioni Generali in die INA Assitalia eingegliedert wurde, was zur Gründung von Generali Italia führte. Die neue Einheit, die am 1. Juli 2013 in Kraft trat, umfasste Toro Assicurazioni, Lloyd Italico und Augusta Assicurazioni, wobei Philippe Donnet die Rolle des Geschäftsführers und Country Manager Italy übernahm.
Donnet wurde im März 2016 CEO der Generali Group. Unter seiner Leitung setzte die Gruppe zwei strategische Pläne erfolgreich um, sodass die finanziellen Ergebnisse stiegen.
Im Jahr 2022 hat die Hauptversammlung Philippe Donnet für eine dritte Amtszeit wiedergewählt, und den im Dezember 2021 vorgestellten Strategieplan Lifetime Partner 24: Driving Growth bestätigt. Auf der gleichen Sitzung wurde Andrea Sironi, Akademiker und Präsident der Universität Bocconi, zum Präsidenten der Group gewählt.
Im Juni 2023 setzte das Unternehmen seine Expansionspläne fort und kündigte die Übernahme von Liberty Seguros an, einem Wettbewerber, der in Spanien und Portugal im Bereich der Nichtlebensversicherungen tätig ist, von der US-Gruppe Liberty Mutual. Die Übernahme im Wert von 2,3 Milliarden Euro wird die Positionierung der Generali im europäischen Direktvertrieb festigen und die starken Fähigkeiten von Liberty Seguros in diesem Bereich nutzbar machen.
Damit wird Generali zur viertgrößten Sachversicherungsgesellschaft in Spanien und zur zweitgrößten auf dem portugiesischen Markt aufsteigen und in Irland und Nordirland unter den Top Ten des Sektors rangieren.
Am 6. Juli 2023 tätigte Generali eine weitere bedeutende Akquisition, diesmal die Übernahme von Conning und seinen Tochtergesellschaften. Darüber hinaus ging das Unternehmen eine zehnjährige Partnerschaft mit Cathay Life ein, die letztere zu einem Minderheitsaktionär (mit 16,75 % der Aktien) der Generali Investment Holding machte, einer Gesellschaft, die den Großteil der Vermögensverwaltung der Generali beinhaltet.
Durch diese Akquisition erhöht sich das von Generali verwaltete Gesamtvermögen auf beachtliche 775 Milliarden Euro, was einem Anstieg von 144 Milliarden Euro entspricht. Folglich behauptete Generali seine Position als neuntgrößter europäischer Akteur in Bezug auf das verwaltete Vermögen (AuM).

## Geschäftstätigkeit
Die Generali ist weltweit präsent und in 50 Ländern mit einem Netzwerk von über 400 Gesellschaften vertreten.
Die derzeitige Organisationsstruktur des Unternehmens umfasst fünf verschiedene Business Units:
- Italien
- Deutschland, Österreich und Schweiz
- Frankreich & Global Business Activities
- International
- Asset & Wealth Management

Das Geschäftsmodell des Unternehmens stützt sich auf drei zentrale Säulen:
- Lebensversicherung
- Sachversicherung
- Asset Management

Durch die Kombination dieser Elemente schafft die Generali ein umfassendes und diversifiziertes Portfolio von Versicherungs- und Finanzprodukten.

### Eigentum der Bank
Die Banca Generali ist eine Tochtergesellschaft der Assicurazioni Generali, die 50,17 % der Anteile hält.

## Aktionärsstruktur
(Stand: März 2025)
| Anteil  | Anteilseigner     |
| ------- | ----------------- |
| 13,10 % | Mediobanca        |
| 9,93 %  | Del Vecchio Group |
| 6,92 %  | Caltagirone Group |
| 4,80 %  | Benetton Group    |
| 4,18 %  | Unicredit         |
| 3,71 %  | Eigene Aktien     |
| 61,07 % | Streubesitz       |

## Sonstiges
Der Schriftsteller Franz Kafka arbeitete von Oktober 1907 bis Juli 1908 als Jurist bei der Generali-Niederlassung in Prag.

## The Human Safety Net
The Human Safety Net ist eine 2017 gegründete Stiftung, deren Ziel es ist, benachteiligte Menschen und Gemeinschaften zu unterstützen und sie zu befähigen, ihre Lebensbedingungen zu verbessern und ihr Potenzial zu entfalten. Die Stiftung konzentriert sich auf die Unterstützung von Menschen, die in prekären Verhältnissen leben, und bietet ihnen Möglichkeiten für Wachstum und Fortschritt.
Um seine Mission zu erfüllen, arbeitet The Human Safety Net mit rund 60 Einrichtungen zusammen, darunter Nichtregierungsorganisationen (NGO) und Sozialunternehmen. Im Rahmen dieser Partnerschaften führt die Stiftung verschiedene Programme durch, die sich an zwei Hauptzielgruppen richten: Familien und Geflüchtete.
The Human Safety Net hat seinen Sitz in den Procuratie Vecchie, dem historischen Hauptsitz der Generali in Venedig.

## Sponsorship
Die Generali engagiert sich stark im Sportsponsoring und in der Nachhaltigkeit und beteiligt sich an verschiedenen Initiativen zur Förderung und Unterstützung sportlicher Aktivitäten.
Im Jahr 2010 hat die Generali im Einklang mit den Leitlinien und Werten der Group die Charta für verantwortungsvollen Sport ins Leben gerufen, um eine Kultur der Nachhaltigkeit im Sport aktiv zu fördern. Darüber hinaus sponsert die Generali zwei Fußballstadien, das Stadion Letná in Prag und das Franz-Horr-Stadion in Wien.
Seit über vier Jahrzehnten ist die Generali Sponsor der Barcolana, einer historischen internationalen Segel-Regatta, die jährlich im Golf von Triest stattfindet.
Darüber hinaus ist die Generali Sponsor von zwei Marathons, dem Generali Berlin Halbmarathon in Berlin und dem Generali München Marathon in München.
Generali unterstützt auch die Kultur und engagiert sich seit 1995 in Frankreich für die Förderung und Wiederbelebung der italienischen Kunst und Kultur. Das erste Engagement war die Unterstützung der Restaurierung von Giambattista Tiepolos "Henry III Received at the Villa Contarini", einem Fresko, das die Ankunft von König Heinrich III. in Venedig darstellt und im Jacquemart-André-Museum ausgestellt ist.

## Logo

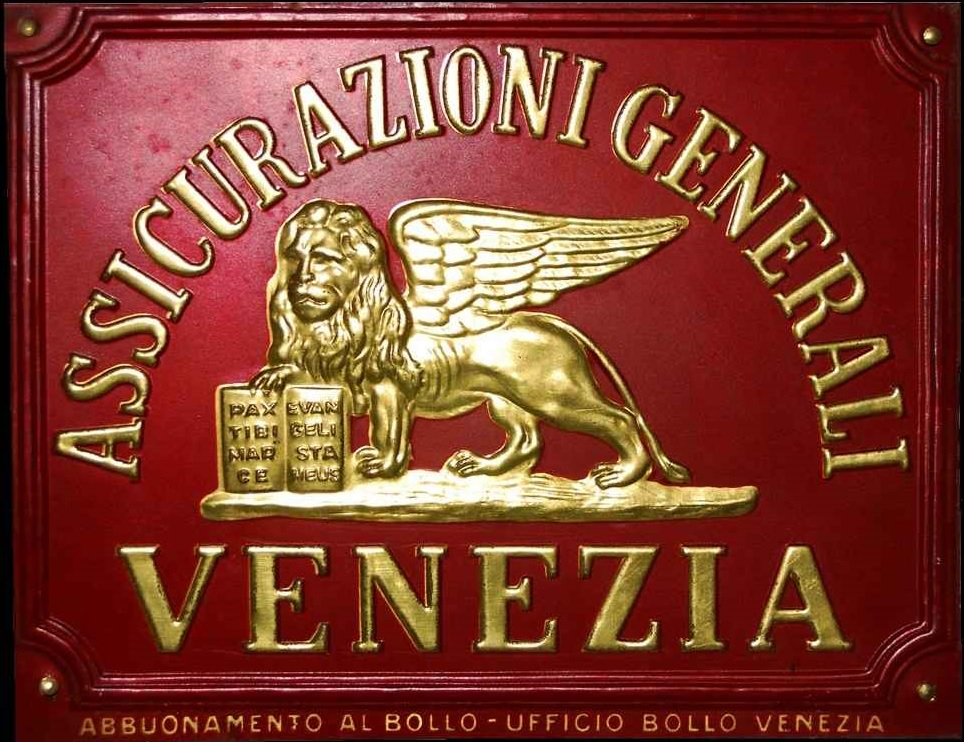
Originalschild aus getriebenem Blech mit erhabener vergoldeter Schrift und Markuslöwen, ca. 1924–1940

Zu Beginn ihrer Geschäftstätigkeit firmierte die Generali unter dem Logo eines doppelköpfigen Adlers. Im Zuge des Risorgimento und der Unterstützung der Repubblica di San Marco durch führende Köpfe der Gesellschaft wurde er durch den venezianischen Markuslöwen, das Wappentier der Republik Venedig, ersetzt, welcher in der Folge mehrfach stilistisch überarbeitet wurde.
Die lateinische Inschrift des Konzernlogos „Pax tibi Marce evangelista meus“, übersetzt „Friede (sei mit) Dir, Markus, (oh) mein Evangelist“ bezieht sich auf den Apostel Markus.

## Hinweis
Es ist zwischen den folgenden vier Unternehmungen zu unterscheiden:
- Assicurazioni Generali S.p.A. (Italien) – italienischer Mutterkonzern
  - Generali Deutschland AG (Deutschland) – deutsche Tochter- und Holdinggesellschaft, unter der mehrere Versicherungsgesellschaften gebündelt sind
  - Generali Versicherung AG (Österreich) – österreichische Tochter- und Holdinggesellschaft, unter der mehrere Versicherungsgesellschaften gebündelt sind
  - Generali (Schweiz) Holding AG (Schweiz) – schweizerische Tochter- und Holdinggesellschaft, unter der mehrere Versicherungsgesellschaften gebündelt sind